# Iptables
iptables – program sterujący filtrem pakietów (głównie używanym jako zapora sieciowa bądź NAT) opracowany dla systemu operacyjnego Linux. Autor Rusty Russell napisał pierwszą wersję w 1998 roku w języku C. Program może być używany jako filtr pakietów, bądź tzw. stanowa zapora dla systemów Linux z jądrem począwszy od serii 2.4.x, kontrolujący połączenia wchodzące i wychodzące do sieci komputerowej lub stacji roboczej. Wymaga jądra skompilowanego z modułem ip_tables.
Iptables wymaga uprawnień roota do uruchomienia. W większości dystrybucji linuksowych iptables jest instalowane w katalogu /usr/sbin/iptables, jednakże w niektórych z nich można go znaleźć w /sbin/iptables.

## Zasady działania
Iptables umożliwia administratorowi systemu definiowanie tabel zawierających łańcuchy reguł stosowanych dla pakietów. Każda z tabel służy do przetwarzania pakietów różnego rodzaju i zawiera kilka łańcuchów:
- filter – domyślna tabela
  - INPUT – pakiety przeznaczone dla lokalnego komputera
  - FORWARD – pakiety routowane przez lokalny komputer
  - OUTPUT – pakiety wygenerowane przez lokalny komputer
- nat – pakiety nawiązujące nowe połączenia
  - PREROUTING – dla zmian w pakietach zanim zostaną routowane
  - OUTPUT – dla zmian w lokalnie wygenerowanych pakietach zanim zostaną routowane
  - POSTROUTING – dla zmian w pakietach tuż przed ich wysłaniem
- mangle – dla wyspecjalizowanych zmian w pakietach
  - PREROUTING – dla zmian w pakietach przychodzących zanim zostaną routowane
  - OUTPUT – dla zmian w lokalnie wygenerowanych pakietach, przed ich routowaniem
  - INPUT – dla zmian w pakietach zmierzających do lokalnego komputera
  - FORWARD – dla zmian w pakietach routowanych przez lokalny komputer
  - POSTROUTING – dla zmian w pakietach po routingu, tuż przed ich wysłaniem
- raw – do tej tabeli pakiety trafiają najpierw – ma ona najwyższy priorytet
  - PREROUTING – pakiety przychodzące przez jakikolwiek interfejs sieciowy
  - OUTPUT – pakiety generowane przez lokalne procesy

Każdy z tych predefiniowanych łańcuchów posiada sposób postępowania względem pakietów, które do niego trafiają, np. DROP (odrzucenie pakietu). Administrator może w razie potrzeby tworzyć swoje własne łańcuchy.
Reguły pozwalają na podjęcie określonych działań z uwzględnieniem rodzaju i przeznaczenia pakietu, np. port, host, wykorzystany protokół, czas życia (TTL) itp.
Gdy pakiet trafia do łańcucha, wędruje przez znajdujące się w nim reguły, dopóki nie trafi na taką, która skierowuje go do określonego celu. Niektóre z nich to ACCEPT (zaakceptowanie pakietu), DROP (odrzucenie) i REJECT (odrzucenie z powiadomieniem nadawcy).

## Przykład
Po wpisaniu poniższych komend komputer będzie akceptował wyłącznie połączenia skierowane na porty HTTP i SSH:
```
 # iptables -P FORWARD DROP
 # iptables -P INPUT DROP
 # iptables -A INPUT --protocol tcp --destination-port 22 -j ACCEPT
 # iptables -A INPUT --protocol tcp --destination-port 80 -j ACCEPT
```

## Nakładki

### Graficzny interfejs użytkownika
- fwbuilder – rozbudowane narzędzie pozwalające na konfigurację różnych firewalli, w tym iptables
- Firestarter – interfejs graficzny dla iptables

### Interfejs tekstowy
- ipmenu – tekstowy interfejs użytkownika umożliwiający konfigurację iptables